# Formula One (série de jeux vidéo)
Pour les articles homonymes, voir Formula One.
Formula One est une série de jeux vidéo de course de Formule 1 sous licence officielle FOA. Apparue en 1996, la série a initialement été développée par Bizarre Creations puis, à partir de 2001, par Sony Studio Liverpool. Édité par Psygnosis puis Sony Computer Entertainment, Formula One est devenu une franchise phare des consoles PlayStation. Certains épisodes ont été adaptés sur Windows et Game Boy Color. Chaque année, un nouveau volet est commercialisé incluant une actualisation du calendrier, des monoplaces, des circuits, des pilotes et du règlement selon la saison en cours. En 2003, Sony détient l'exclusivité de la licence “Formula One”. Mais à la suite des critiques de la presse et des joueurs, couplées à la « baisse d'intérêt » du sport selon Sony, la licence n'est pas renouvelée en 2007 et aucun jeu ne fut développé durant deux ans. En 2009, Codemasters, éditeur reconnu dans les jeux de course, rachète la licence.
Le gameplay vise un équilibre entre l'accessibilité et la technicité du pilotage. Malgré les nombreux opus qui lui ont succédé, Formula 1 (le premier épisode) est souvent considéré comme la référence de la série.

## Historique
En 2003, après un nouveau contrat passé entre Sony et la FIA, la série obtient l'exclusivité de la licence « Formula One » pendant quatre années. Cependant, en 2007, la licence n'est pas renouvelée. L'année suivante, Codemasters rachète la licence.

## Les épisodes
Développeur - éditeur - Année de sortie; Plate-forme
- Formula One

Bizarre Creations - Psygnosis - 1996
PlayStation, Windows
- Formula 1 97 (F1 Championship Edition aux États-Unis)

Bizarre Creations - Psygnosis - 1997
PlayStation, Windows
- Formula 1 98

Visual Sciences - Psygnosis - 1998
PlayStation
- Formula One 99

Studio 33 - Psygnosis - 1999
PlayStation, Windows
- Formula One 2000

Studio 33 - Sony CE - 2000
PlayStation, Windows, Game Boy Color (Tarantula Studio, Take2 Interactive)
- Formula One 2001

Studio 33, Studio Liverpool - Sony CE - 2001
PlayStation, PlayStation 2
- Formula One Arcade

Studio 33 - Sony CE - 2002
PlayStation
- Formula One 2002

Studio Liverpool - Sony CE - 2002
PlayStation 2
- Formula One 2003

Studio Liverpool - Sony CE - 2003
PlayStation 2
- Formula One 04

Studio Liverpool - Sony CE - 2004
PlayStation 2
- F1 Grand Prix

Traveller's Tales - Sony CE - 2005
PSP
- Formula One 05

Studio Liverpool - Sony CE - 2005
PlayStation 2
- Formula One 06

Studio Liverpool - Sony CE - 2006
PlayStation 2, PSP
- Formula One Championship Edition

Studio Liverpool - Sony CE - 2006
PlayStation 3
- F1 2009

Sumo Digital - Codemasters - 2009
Wii
- F1 2010

Codemasters - Codemasters - 2010
PlayStation 3, Xbox 360, PC
- F1 2011

Codemasters - Codemasters - 2011
PlayStation 3, Xbox 360, PC, 3DS
- F1 2012

Codemasters - Codemasters - 2012
PlayStation 3, Xbox 360, PC
- F1 2013

Codemasters - Codemasters - 2013
PlayStation 3, Xbox 360, PC
- F1 2014

Codemasters - Codemasters - 2014
PlayStation 3,  Xbox 360, PC
- F1 2015

Codemasters - Codemasters - 2015
PlayStation 4,  Xbox One, PC
- F1 2016

Codemasters - Codemasters - 2016
PlayStation 4,  Xbox One, PC
- F1 2017

Codemasters - Codemasters - 2017
PlayStation 4,  Xbox One, PC
- F1 2018

Codemasters - Codemasters 2018
PlayStation 4, Xbox One, PC
- F1 2019

Codemasters - Codemasters 2019
PlayStation 4, Xbox One, PC
- F1 2020

Codemasters - Codemasters 2020
PlayStation 4, Xbox One, PC
- F1 2021

EA Sports - Codemasters 2021
PlayStation 4, PlayStation 5, Xbox Series, Xbox One, PC
- F1 22

EA Sports - Codemasters 2022
PlayStation 4, PlayStation 5, Xbox Series, Xbox One, PC
- F1 23

EA Sports - Codemasters 2023
PlayStation 4, PlayStation 5, Xbox Series, Xbox One, PC